# Jon Eley
Jon Eley (Jonathan Eley; * 19. August 1984 in Solihull) ist ein britischer Shorttracker.
Eley startete erstmals bei einem internationalen Großereignis im Januar 2002 bei der Juniorenweltmeisterschaft in Chuncheon, wo er über 1500 Meter immerhin bis ins Halbfinale vorrückte, dort als Fünfter aber scheiterte. Noch im Oktober des gleichen Jahres wurde er erstmals im Shorttrack-Weltcup eingesetzt, in der Saison 2002/03 schaffte er mit der Staffel insgesamt einen Finaleinzug und damit einen vierten Rang. Auch die Großereignisse jener Saison verliefen recht erfolgreich für Eley, unter anderem gewann er die Silbermedaille mit der Staffel bei der Europameisterschaft 2003. Während er in der Saison 2003/04 im Weltcup wenige gute Resultate einfahren konnte, gelangen ihm bei der Junioren-WM 2004 zwei Podiumsplatzierungen auf den Einzelstrecken und damit die Qualifikation für das Allround-Finale, wo er Fünfter wurde. Insgesamt gewann er bei diesem Ereignis die Bronzemedaille im Einzel, mit der Staffel schied er allerdings schon in den Vorläufen aus. Auch bei der Europameisterschaft in Zoetermeer schnitt er ordentlich ab. Bei der Weltmeisterschaft verpasste er dagegen in jedem Rennen das Finale.
Auch der Weltcup 2004/05 endete wie die vorherigen ohne Finalteilnahme in Einzelrennen, dennoch erreichte Eley dank durchgängig guten Ergebnissen den achten Platz im Gesamtweltcup und den neunten im 500-Meter-Disziplinenweltcup. Ohne Finaleinzug, dafür aber immerhin mit dem Erreichen des 500-Meter-Halbfinales bei der Weltmeisterschaft, beendete er die Großereignisse 2005. Gleich bei der zweiten Weltcupstation der Saison 2005/06 gelang Eley ein vierter Rang auf der Sprintdistanz 500 Meter, danach konnte er diesen überraschenden Erfolg nicht mehr wiederholen und platzierte sich letztendlich auf dem zwölften Platz im Gesamtweltcup. Auch bei der Europameisterschaft 2006 zeigte er wieder gute Leistungen. Eley wurde er als einer von vier britischen Shorttrackern für die Olympischen Winterspiele 2006 in Turin nominiert. Dort lief er die 1000 und die 500 Meter, über letztere Distanz gelang ihm der Sieg im B-Finale und damit der fünfte Rang.
In der Saison 2006/07 siegte Eley überraschend sogar bei einem Weltcuprennen, auf der 500-Meter-Strecke in Heerenveen, bei jenem Weltcup starteten allerdings viele Favoriten nicht. Ebenfalls in Heerenveen platzierte sich Eley auf dem fünften Rang über 1000 Meter. Dank seiner konstant guten Ergebnisse erreichte er insgesamt den zweiten Platz im 500-Meter-Weltcup. Die Großereignisse 2007 verliefen dagegen relativ erfolglos und ohne Finalteilnahme für ihn. Während des Weltcups 2007/08 etablierte sich Eley endgültig in der Weltspitze, nachdem er mit einem weiteren Podestrang über 500 Meter Siebter im Disziplinenweltcup wurde. Auch mit der Staffel erreichte er einen dritten Platz. Als Vierter im Einzel und Zweiter mit der Staffel bei der Europameisterschaft 2008 in Ventspils bestätigte er seine guten Leistungen auch bei den Großereignissen, zudem gewann er mit der Staffel die Bronzemedaille bei der Weltmeisterschaft 2008. Im Shorttrack-Weltcup 2008/09 schaffte Eley noch keinen Finaleinzug im Einzel, dafür aber einen dritten Platz mit der Staffel.
Bei den Olympischen Winterspielen 2014 in Sotschi belegte er im Finale über 500 m den siebten Platz.  Bei der WM 2014 gewann er in Montreal mit der Staffel Bronze.